# Lujzikalagor
Lujzikalagor (románul: Luizi-Călugăra) község Romániában, Bákó megyében, Bákótól 10 km-re délnyugatra.

## Leírása
Egyike a jelentős moldvai csángó településeknek, az 1950-es években a magyar nyelvet az iskolában is oktatták. Az államilag elismert, iskolán kívüli nyelvoktatás 2006-tól indult be, 2007-ben a helyi hatóságok ellenállásán bukott meg, hogy az iskolai tanterven belül újra bevezessék a magyarórákat.

## Demográfia
- 2002-ben a többségében csángólakta településen mindössze 5 fő vallotta magát magyarnak, 9 csángónak.
- 2011-ben a község 3333 lakosából 35 fő (1,05%) vallotta magát magyar anyanyelvűnek.[2]

Bár a népszámlálások szerint magyarnak kevesen vallják magukat, valójában a lakosság nagy többsége (1992-es adatok szerint például 90%-a) ismeri a magyar nyelvet és vallásuk is többnyire római katolikus.

## Itt születtek, itt éltek
- E faluból származik a Constanța megyei Oituz falu lakossága.
- Itt született 1934. november 10.-én Salamon Antal - szentszéki tanácsos, kosteleki plébános.
- Itt született 1905-ben Gyöngyös György csángó kobzos.
- Itt született Horváth Ilona az 1984-es Los Angeles-i olimpián győztes román evzős nyolcas tagja